# تپه قبر وردیله
تپه قبر وردیله مربوط به هزاره اول قبل از میلاد است و در شهرستان پیرانشهر، بخش لاجان، دهستان لاهیجان شرقی، روستای اشنو زنگ واقع شده و این اثر در تاریخ ۲۵ آبان ۱۳۸۷ با شمارهٔ ثبت ۲۳۵۰۷ به‌عنوان یکی از آثار ملی ایران به ثبت رسیده است.